# Keio Challenger International Tennis Tournament 2008
Il Keio Challenger International Tennis Tournament 2008 è stato un torneo di tennis facente parte della categoria ATP Challenger Series nell'ambito dell'ATP Challenger Series 2008. Il torneo si è giocato a Yokohama in Giappone dal 17 al 23 novembre 2008 su campi in cemento e aveva un montepremi di $35 000+H.

## Vincitori

### Singolare
Hyung-Taik Lee ha battuto in finale  Gō Soeda con il punteggio di 7–5, 6–3.

### Doppio
Tomáš Cakl /  Marek Semjan hanno battuto in finale  Brendan Evans /  Martin Slanar con il punteggio di 6–3, 7–6(1).